# Hôpital de Gaustad

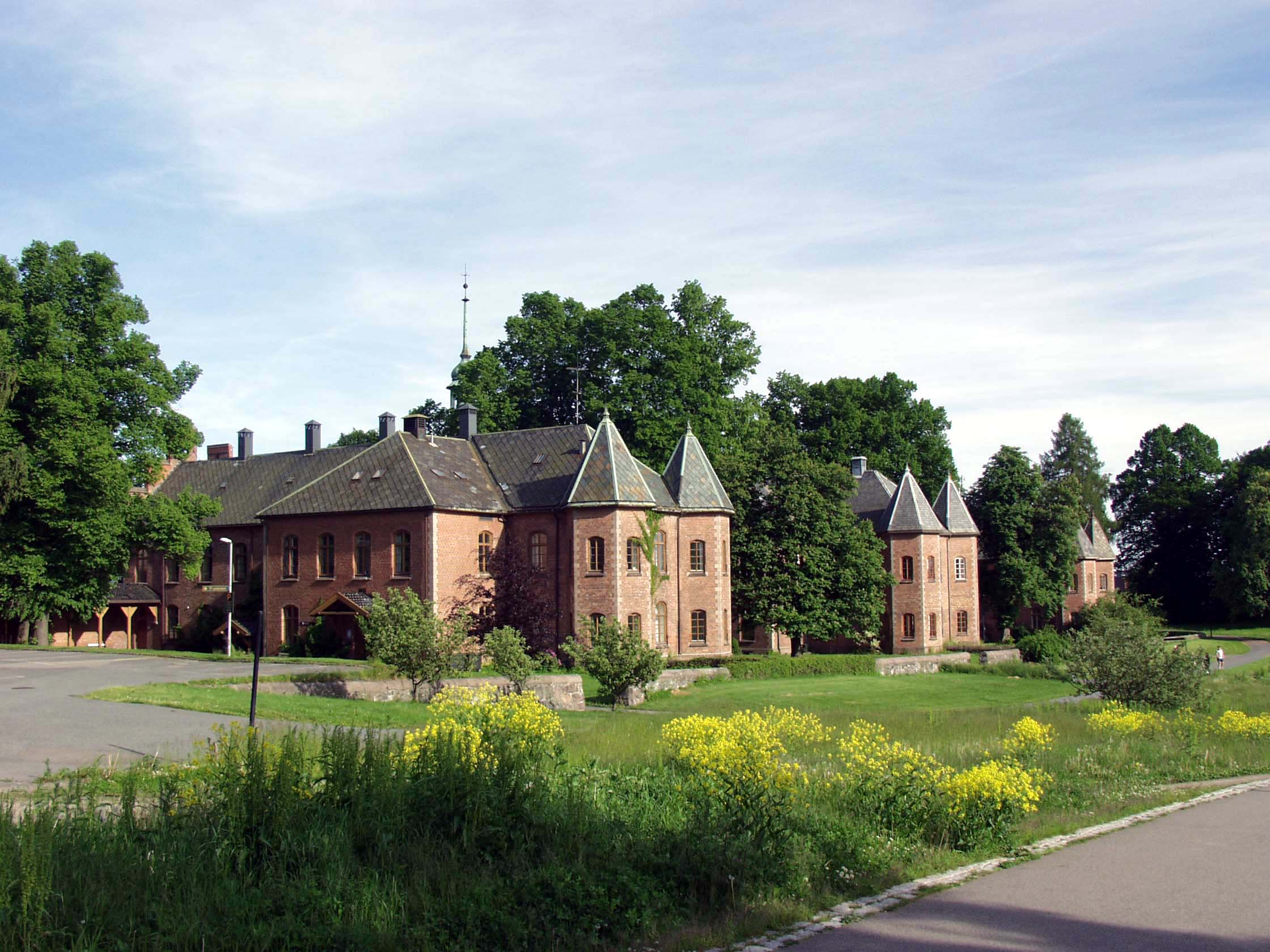
Hôpital de Gaustad en 2005.

Pour les articles homonymes, voir Gaustad.
L'hôpital de Gaustad, fondé en 1855, situé à Oslo, est le plus ancien hôpital psychiatrique de Norvège. Il fut édifié par Heinrich Ernst Schirmer.

## Historique
L'hôpital est la propriété de l'état jusqu'à ce qu'il soit pris en charge par la ville d'Oslo en 1985. En 1996, l'hôpital de Gaustad fait partie du Oslo University Hospital (Aker) (en). Depuis janvier 2009, cet hôpital est intégré à l'hôpital de l'université d'Oslo, qui dépend de l'Autorité sanitaire régionale norvégienne sud et est (en).